# Balsa

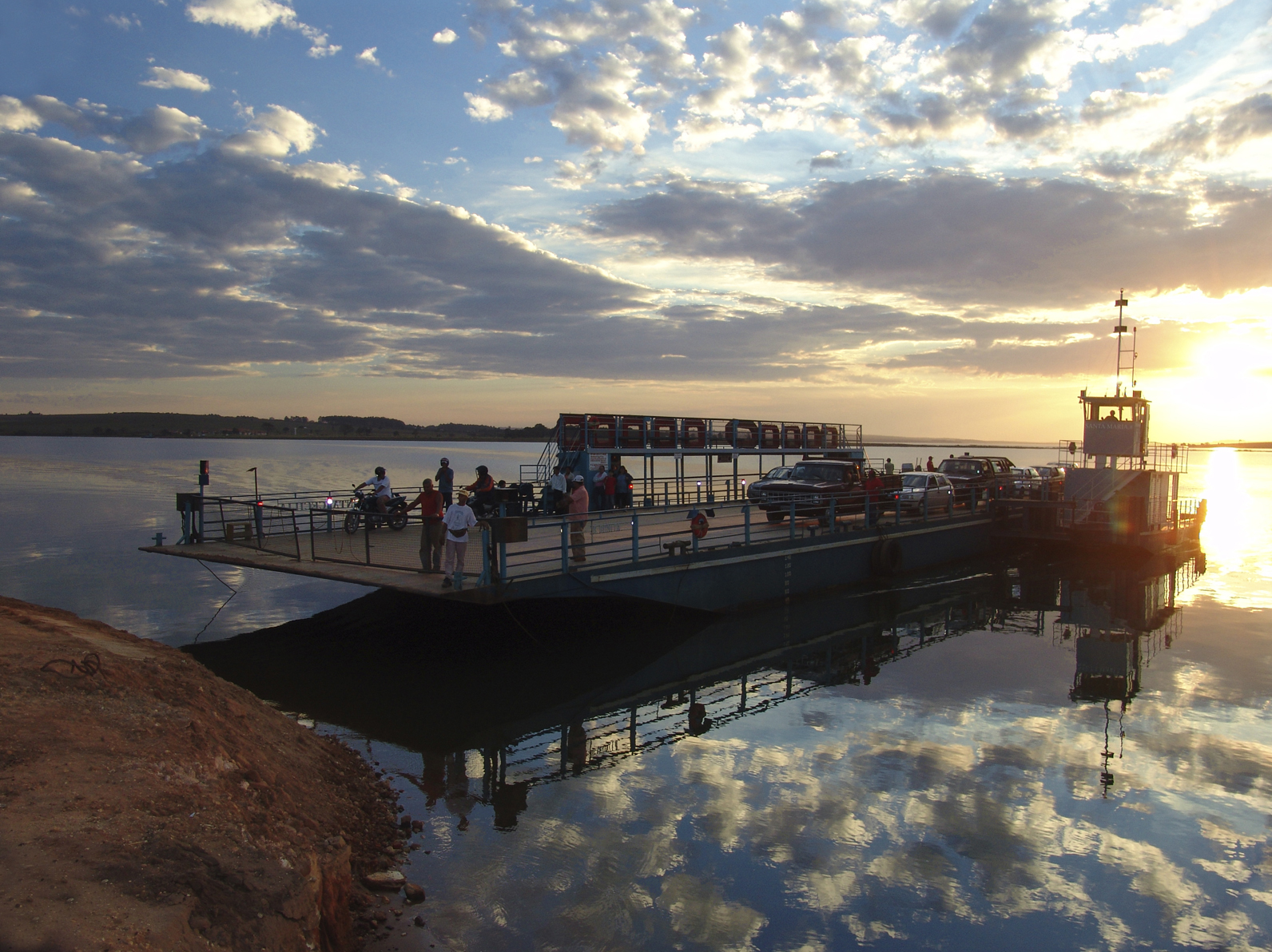
Balsa no rio Paranapanema ligando Paranapanema e Itatinga.

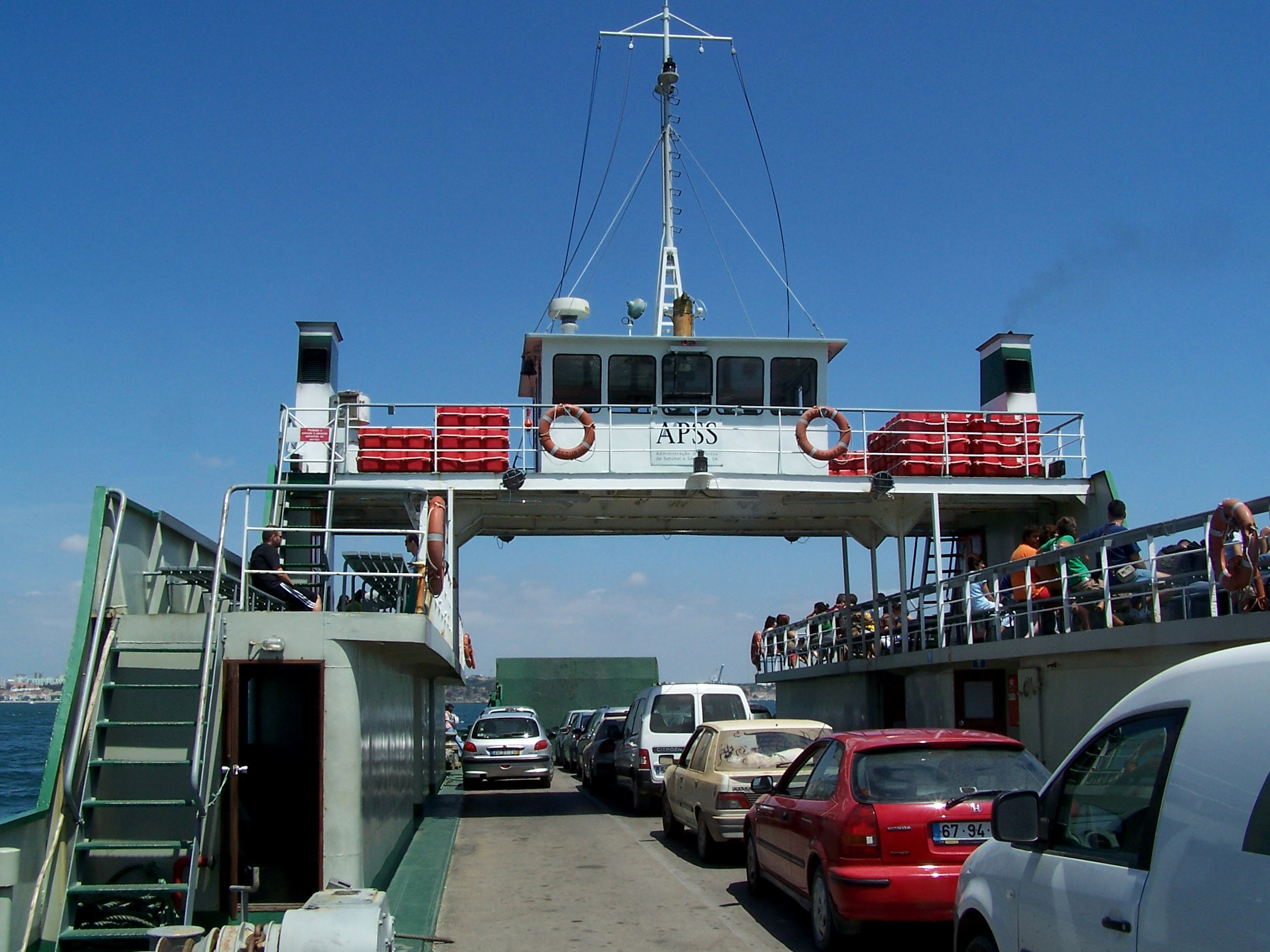
Ferryboat de Setúbal-Troia-Setúbal, em Portugal.

Balsa, ferryboat, ferry-boat [ferribout], ferry ou ferribote (ou batelão, em Moçambique) é uma embarcação de fundo chato, com pequeno calado, para poder operar próximo às margens e em águas rasas, e grande boca, muitas vezes utilizada para transporte de veículos. Embora a designação ferryboat seja um anglicismo, é amplamente usada. O aportuguesamento "ferribote" existe mas raramente é utilizado.

## Exemplos
Na região nordeste do Brasil, os pescadores constroem sua balsas de toras de madeira atadas lado a lado, as quais recebem o nome de "jangadas". Na região dos Andes, no lago Titicaca, fronteira entre a Bolívia e o Peru, os índios aimarás e uros designam, por balsa, uma embarcação feita de toras que, pela sua natureza de construção, têm uma duração limitada a cerca de três ou quatro meses. No rio Tejo, em Lisboa, chamam-se cacilheiros às balsas que atravessam o rio.
No noroeste do Rio Grande do Sul, este tipo de embarcação comumente se chama "barca". Por exemplo: a pequena embarcação que funciona sobre o rio Ijuí, ligando o município de Roque Gonzales ao município de Pirapó, ou a sua equivalente, porém de maior porte, sobre o rio Uruguai, na mesma região, conectando o município de Porto Xavier, no Brasil, a San Javier, na província de Misiones, na Argentina.